# Wikipedia w języku zulu
Wikipedia w języku zulu – edycja językowa Wikipedii tworzona w języku zulu.
W dniu 1 kwietnia 2007 roku liczba artykułów w tej edycji wynosiła 87, co według rankingu opublikowanego także w dniu 1 kwietnia tegoż roku dawało jej 190. pozycję wśród wszystkich wersji językowych. Dnia 29 grudnia 2008 roku ta wikipedia miała 180 artykułów.